# Sâu cắn gié
Mythimna separata là một loài bướm đêm thuộc họ Noctuidae. Nó được tìm thấy ở Trung Quốc, Nhật Bản, Đài Loan, Đông Nam Á, Ấn Độ, Đông Úc, New Zealand, và một số đảo trên Thái Bình Dương. Tên gọi trong tiếng Việt để chỉ trạng thái ấu trùng của nó là sâu cắn gié do nó cắn phá gié lúa, gié ngô. Trong tiếng Anh nó được gọi là "armyworm" do cách thức dàn thành hàng ngang qua bãi cỏ hay đồng cỏ, và chầm chậm tiến về phía trước, trên đường đi chén sạch sẽ lá cây mà chúng gặp.

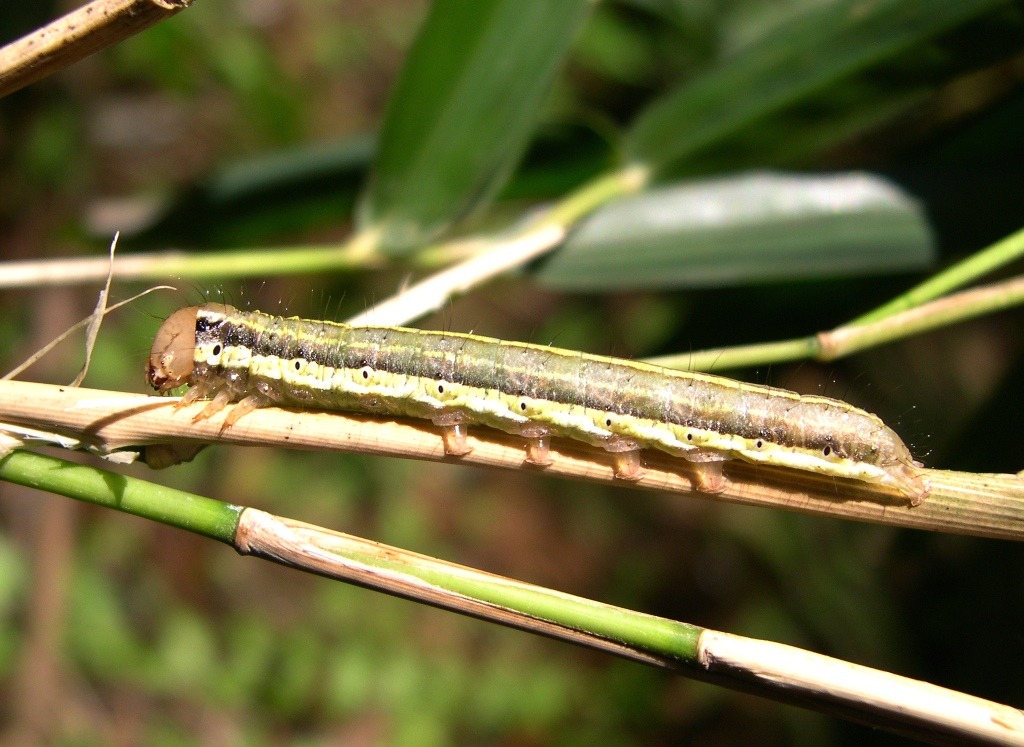
Sâu

Sải cánh dài 35–50 mm. Con trưởng thành bay từ tháng 1 đến tháng 4 tùy theo địa điểm.
Ấu trùng ăn lá một loạt các cây trồng nông nghiệp như ngô (Zea mays), cao lương (Sorghum bicolor) và lúa (Oryza sativa), vì thế nó được coi là sâu gây hại mùa màng.

## Hình ảnh

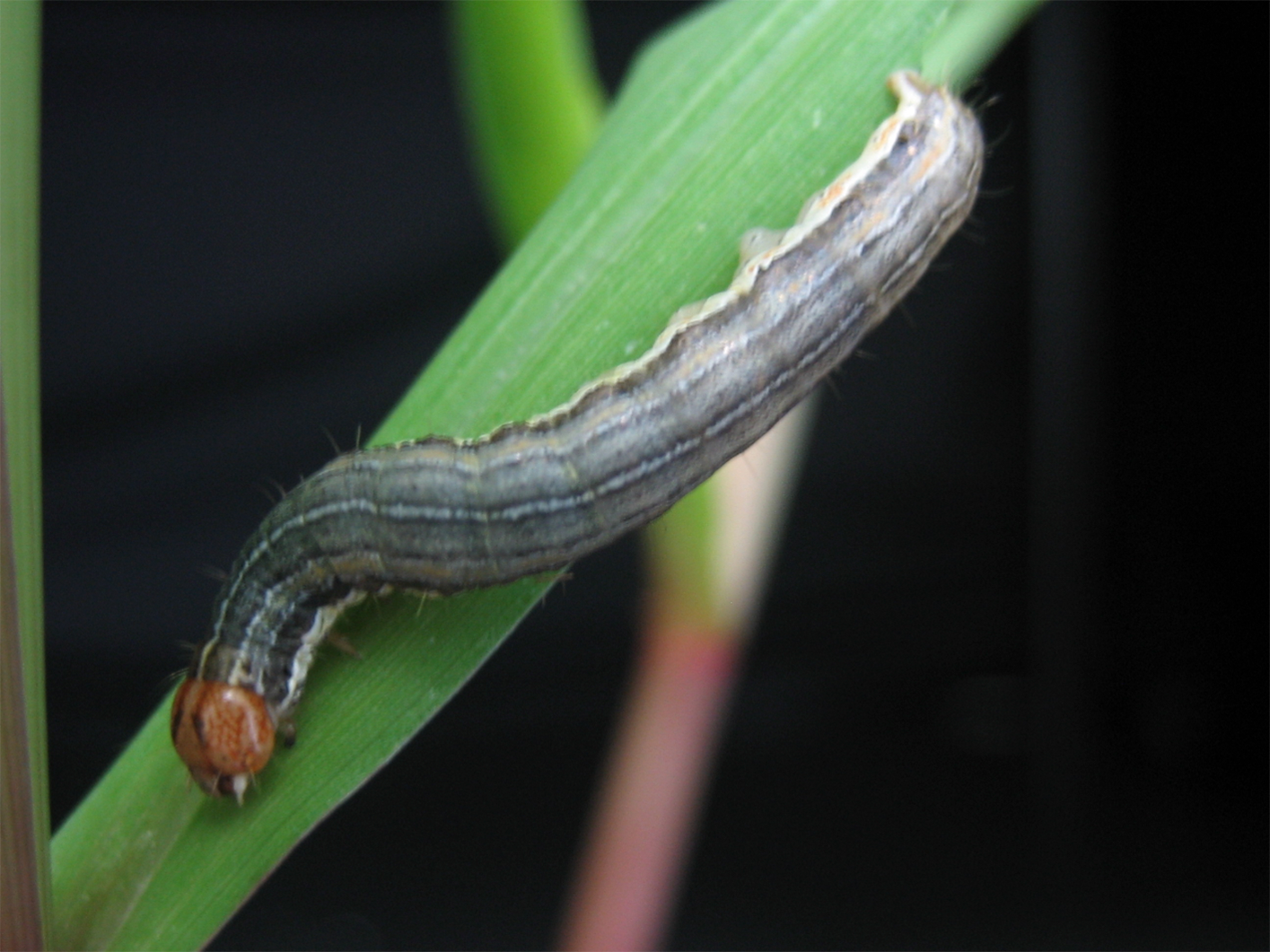
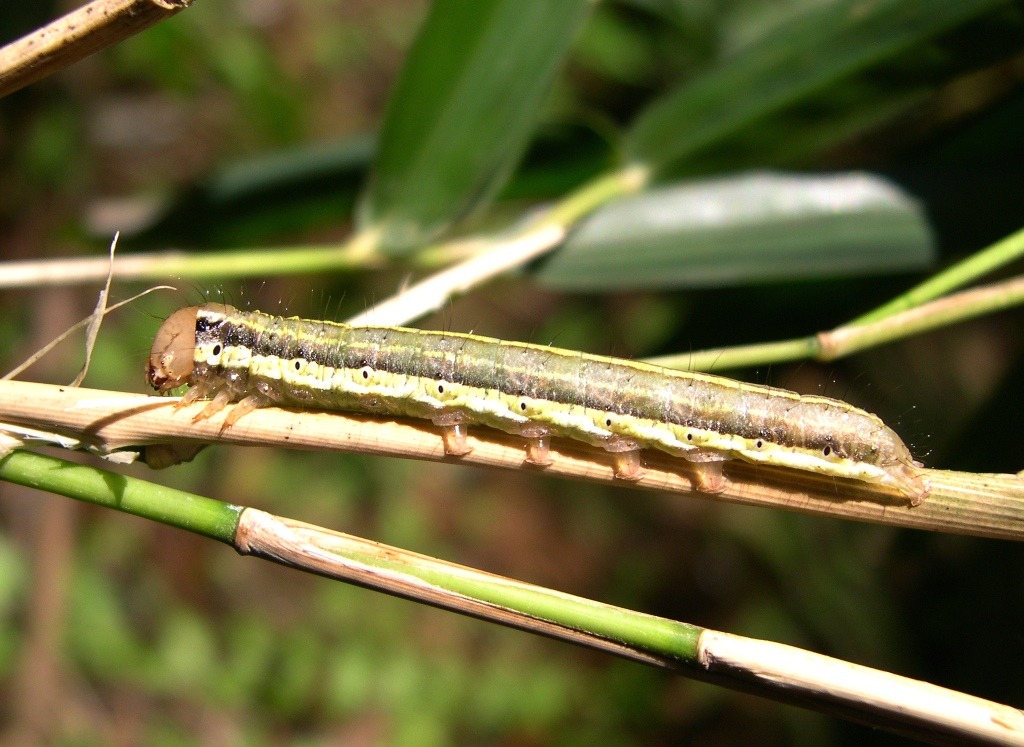
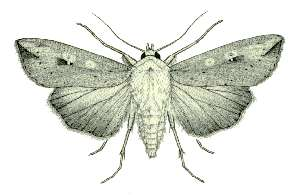